# St. Georg (Stätzling)

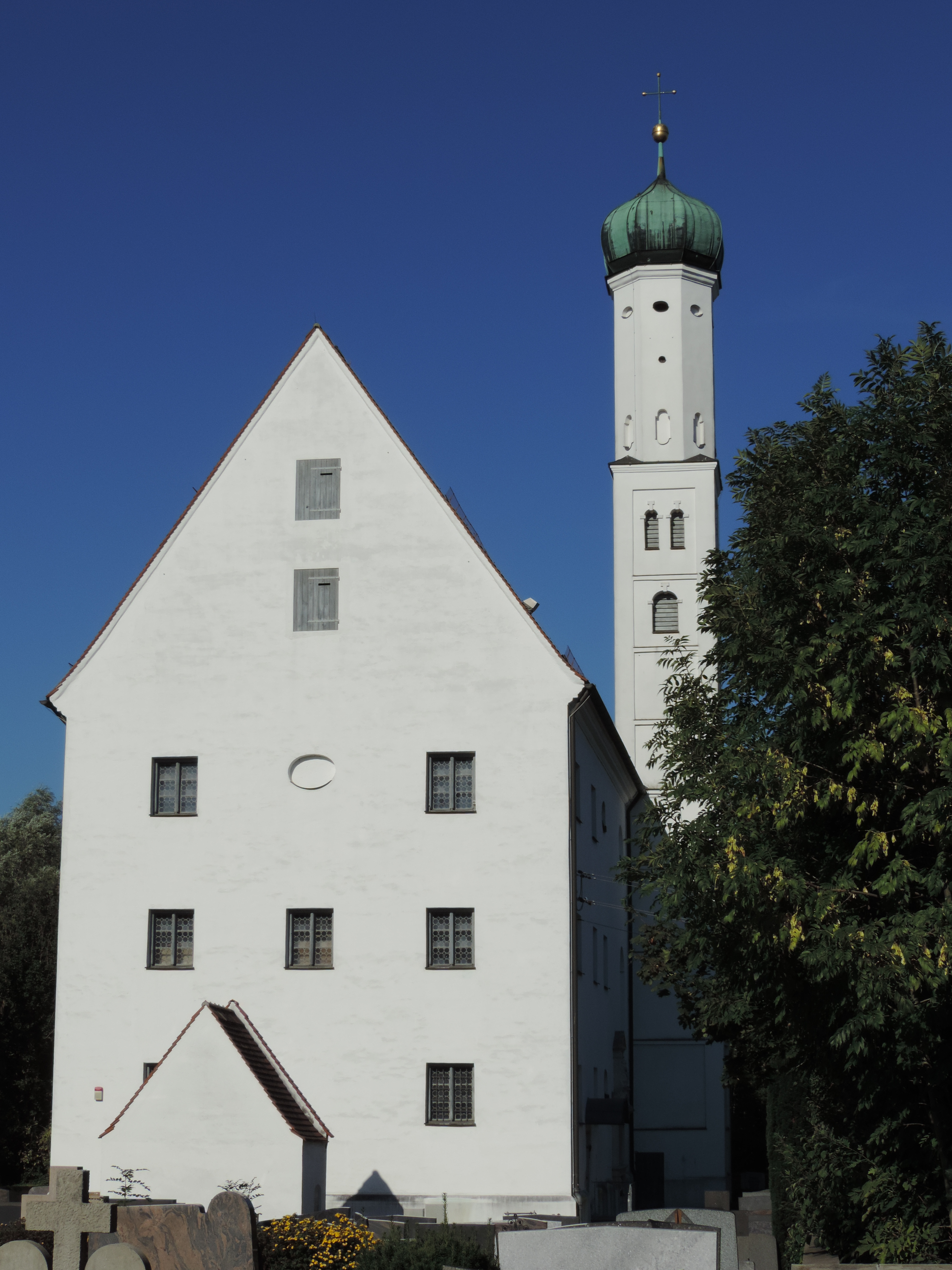
St. Georg in Stätzling

Die Pfarrkirche St. Georg ist ein Baudenkmal in Stätzling bei Friedberg.

## Geschichte
Bezüglich eines Vorgängerbaus ist nur die Gestaltung eines gotischen Turmes im 17. Jahrhundert bekannt. Die aktuelle Kirche wurde zwischen 1696 und 1699 im Auftrag des Friedberger Landrichters und Pflegers Gallus Sebastian von Deuring gebaut. Dieser hatte 1692 die Hofmark Stätzling geerbt. Der Bau der Kirche auf einem Bergvorsprung sollte die katholische Präsenz über die protestantische Reichsstadt ausstrahlen. Neben ihrer Funktion als Pfarrkirche war der Bau auch Gotteshaus für den Ortsherrn. Die Oratorien im Altarraum waren ihm und seiner Familie vorbehalten. Im Zuge einer Restaurierung wurde 1970 die ursprüngliche Färbung des Stucks wiederhergestellt.

## Gebäude
Bei dem Gebäude handelt es sich um einen geschlossenen, hochaufragenden, blockhaft wirkenden Rechteckbau. Die östlichen, über drei Geschosse reichenden Fensteröffnungen vermitteln einen eher profanen Charakter. Der schlanke Turm im Norden hat einen quadratischen, durch Gurtgesimse gegliederten Sockel und einen polygonalen Aufsatz mit Zwiebelhaube und Hochfenstern. Im Inneren offenbart sich ein pilastergegliederter Saalbau mit Stichkappentonne und eingezogenem Rechteckchor. Die auf Konsolen ruhenden Pilaster tragen ein kräftiges Gebälk, welches Wand- und Deckenarchitektur trennt. Im Chor finden sich seitlich doppelgeschossige Oratorien. Unter dem Altar befindet sich die Familiengruft des Bauherrn von Deuring.

## Ausstattung

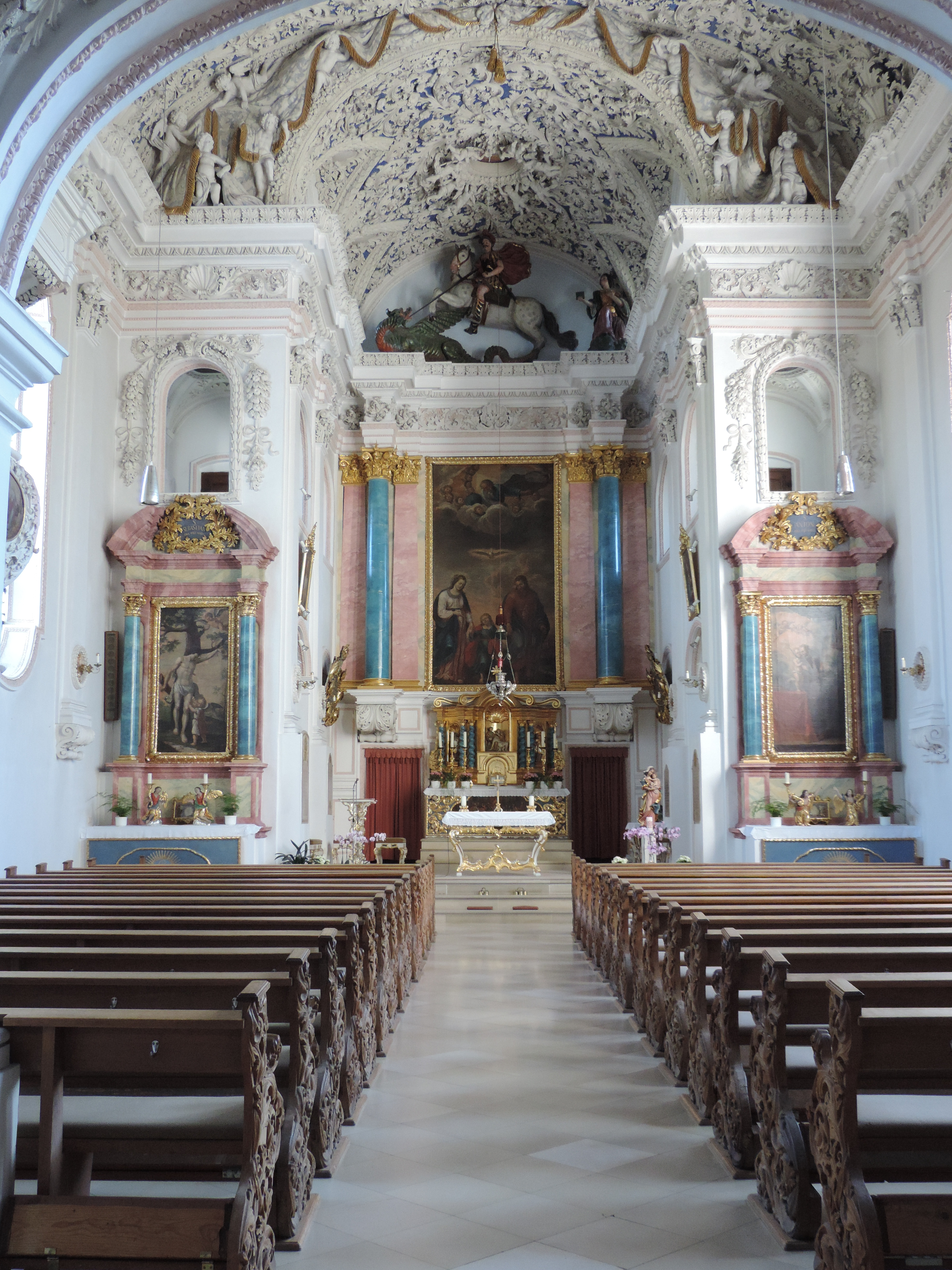
Innenraum

Der Architekt und Stuckateur der Kirche ist nicht dokumentiert; es gilt jedoch als sicher, dass es sich hierbei um Johann Schmutzer, einen der Begründer der Wessobrunner Schule handelt. Die erhabenen Stuckaturen setzen sich an der Decke bis zu 40/50 cm vom Hintergrund ab. Sowohl Kanzel als auch Hochaltar sind Bestandteil der Wandarchitektur. Das Altarblatt zeigt den Heiligen Wandel mit Gottvater und Heiligem Geist. Die Seitenaltäre sind dem hl. Sebastian (links) und dem hl. Antonius (rechts) geweiht. Die Altarblätter werden Johann Reismiller (1697) aus Friedberg zugeschrieben. Die ursprünglichen Fresken wurden 1873 von Josef Kober durch neue Malereien ersetzt, welche nach dem Krieg wiederum entfernt und durch Fresken des Gögginger Malers Hummel ersetzt wurden. 2003 wurden diese dann durch Malereien von Franz Kugelmann ersetzt, welcher an die barocke Tradition anknüpfte.